# Anisodoris nobilis
Anisodoris nobilis är en snäckart som först beskrevs av Frank Mace MacFarland 1905.  Anisodoris nobilis ingår i släktet Anisodoris och familjen Discodorididae. Inga underarter finns listade i Catalogue of Life.

## Bildgalleri

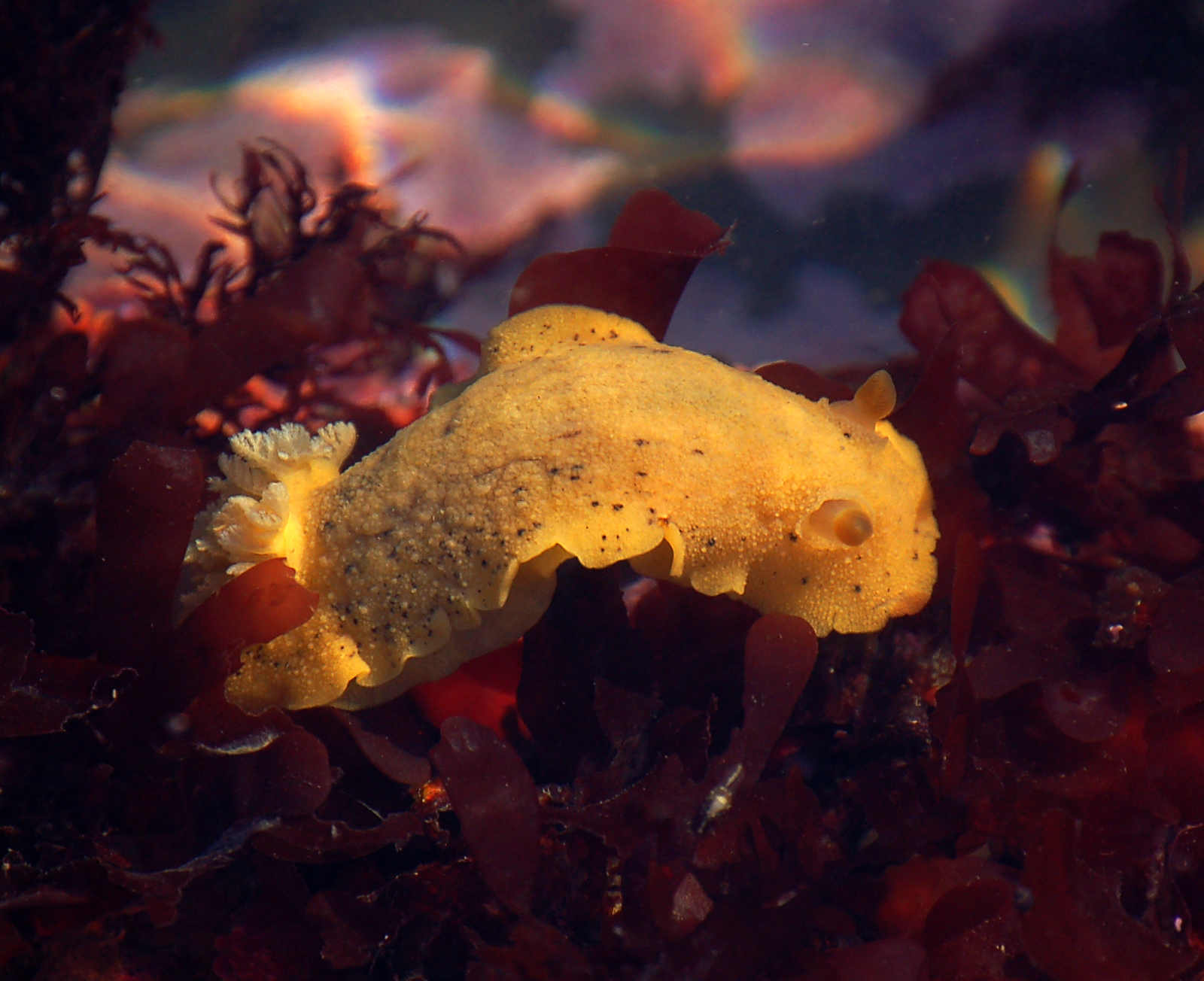
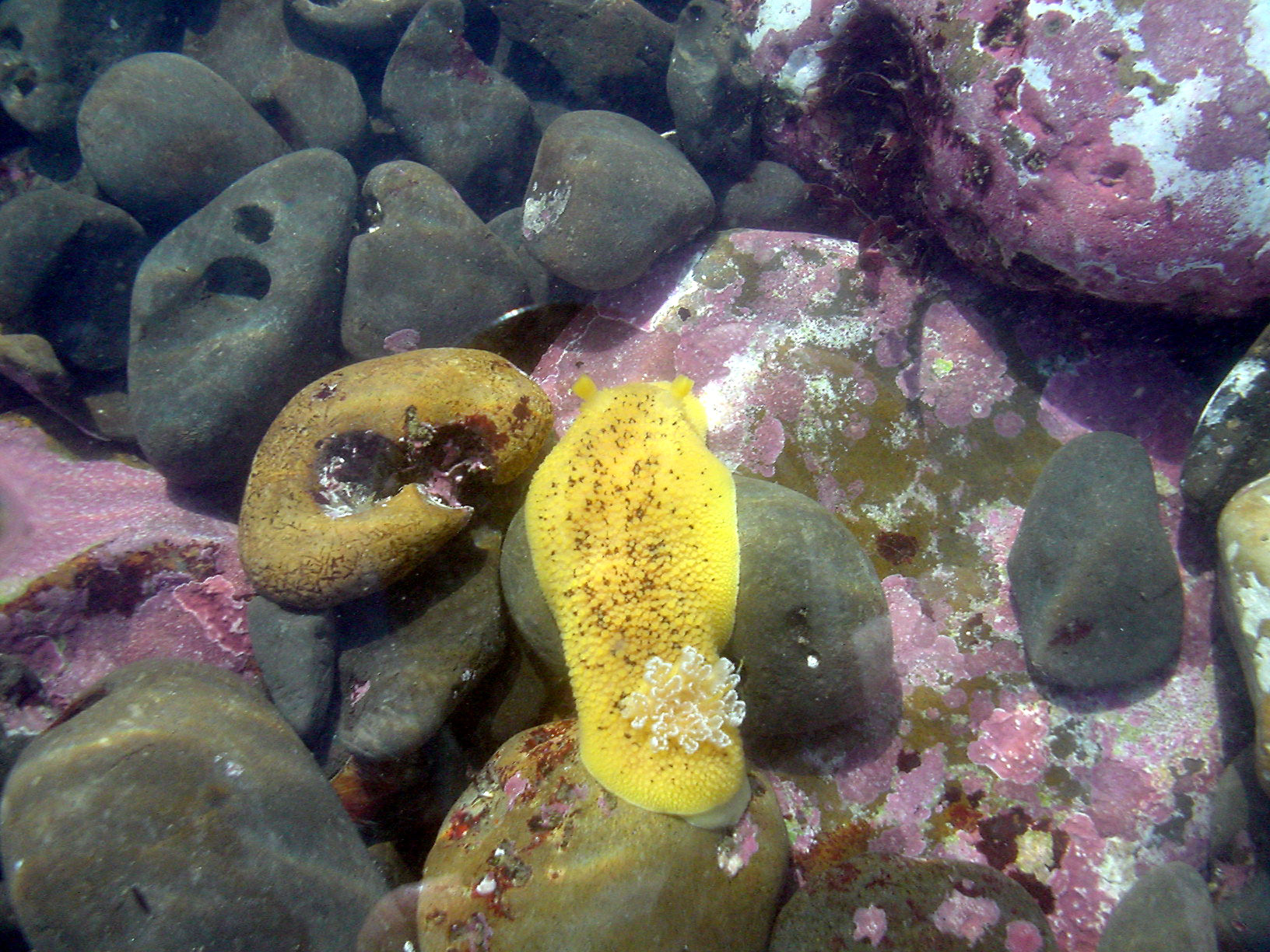
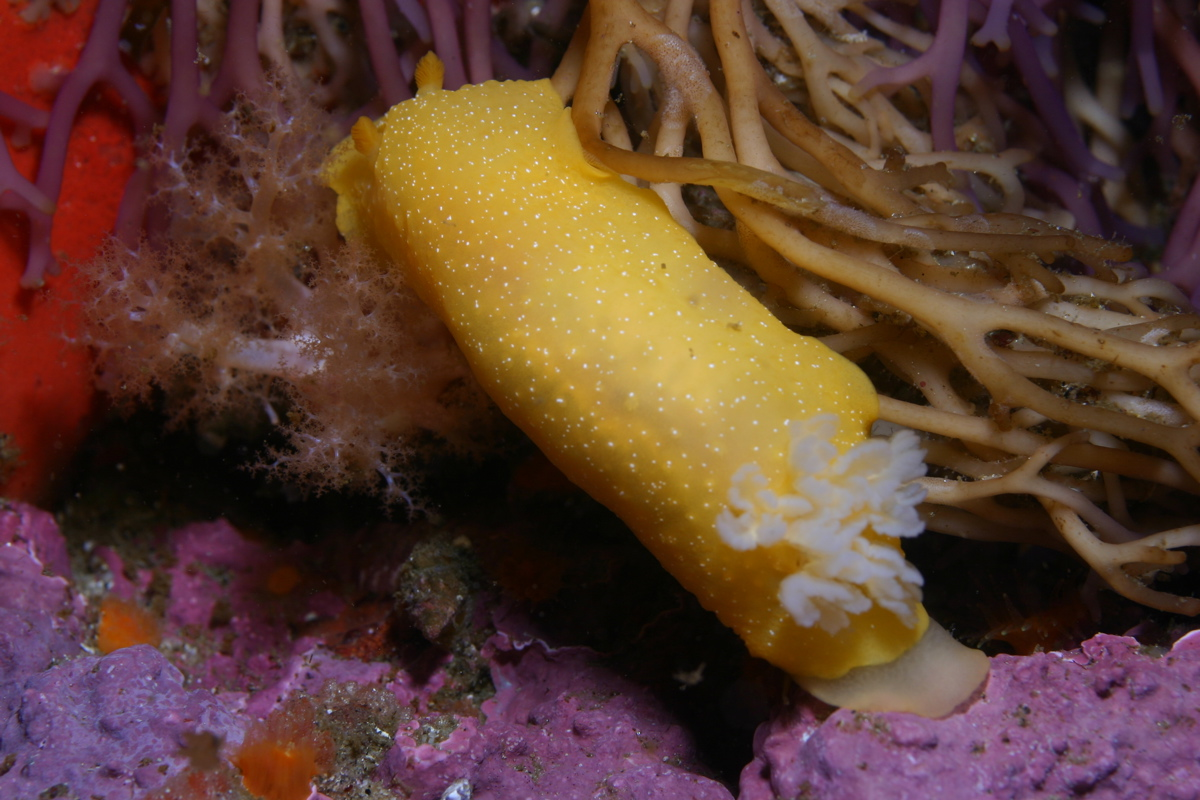